# Joe Cannata
Joe Cannata, född 2 januari 1990, är en amerikansk professionell ishockeymålvakt som spelar för Löwen Frankfurt i den tyska ligan DEL. Han har tidigare tillhört IK Oskarshamn, IF Björklöven, Colorado Avalanche, Vancouver Canucks och Washington Capitals.
Han draftades i sjätte rundan i 2009 års draft av Vancouver Canucks som 173:e spelare totalt.
Cannata värvades till IF Björklöven inför säsongen 19/20 av sportchefen Per Kenttä. Cannata gjorde stor succé i klubben, vilket gjorde att han säsongen efter värvades till IK Oskarshamn i SHL.